# Privatbrauerei Hoepfner

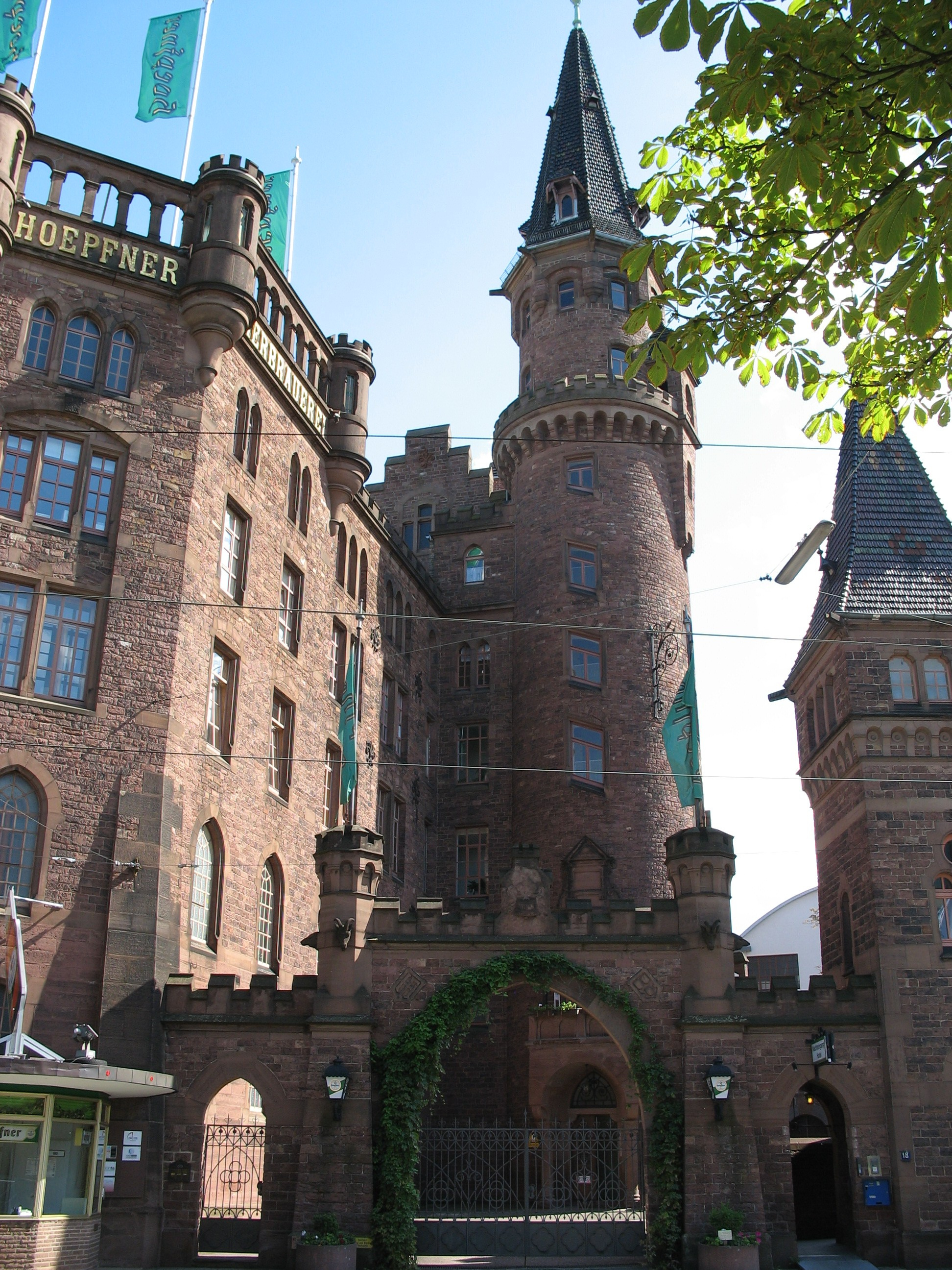
Die „Hoepfner-Burg“ in der Karlsruher Haid-und-Neu-Straße

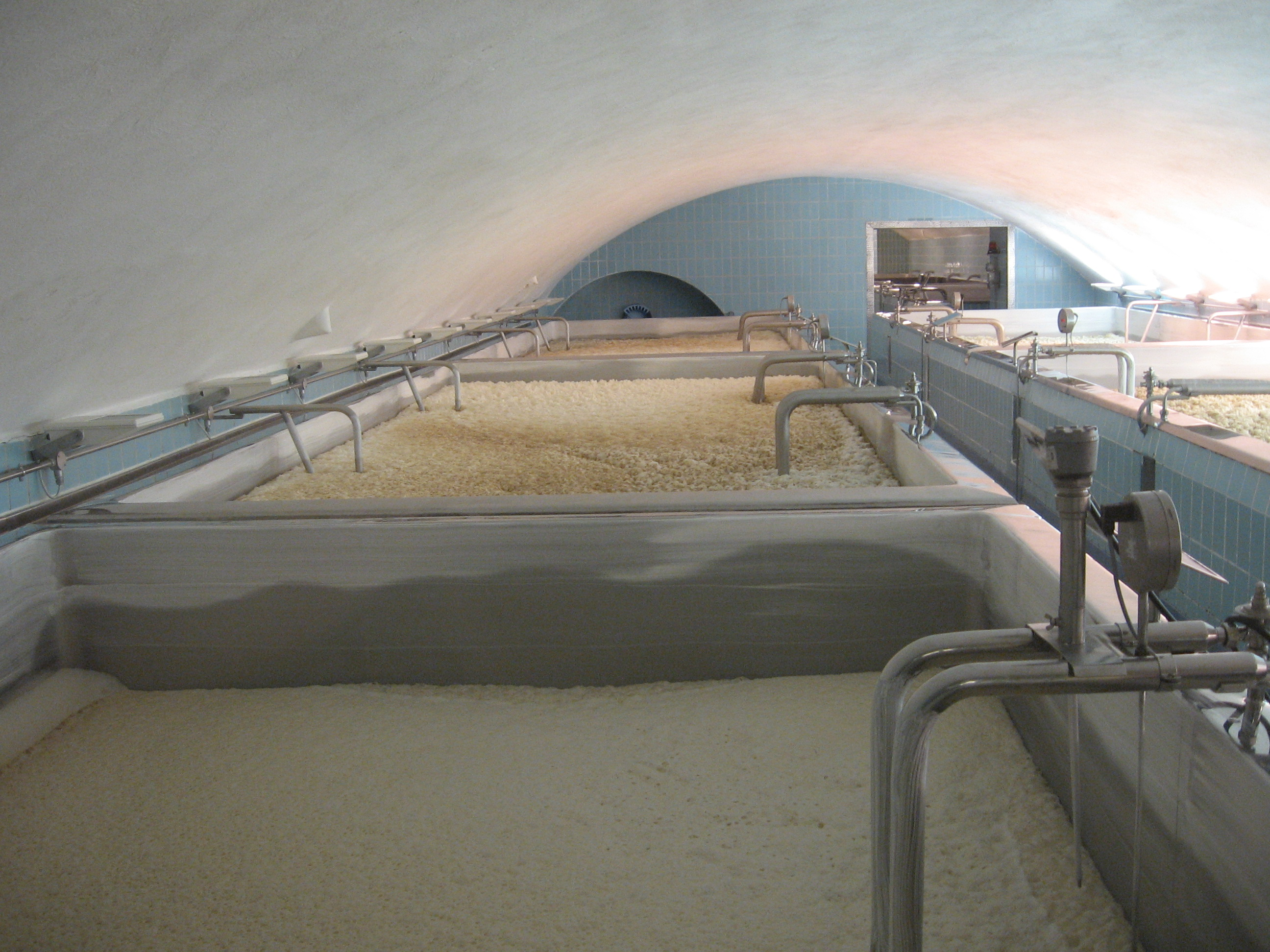
Gärung zu Alkohol

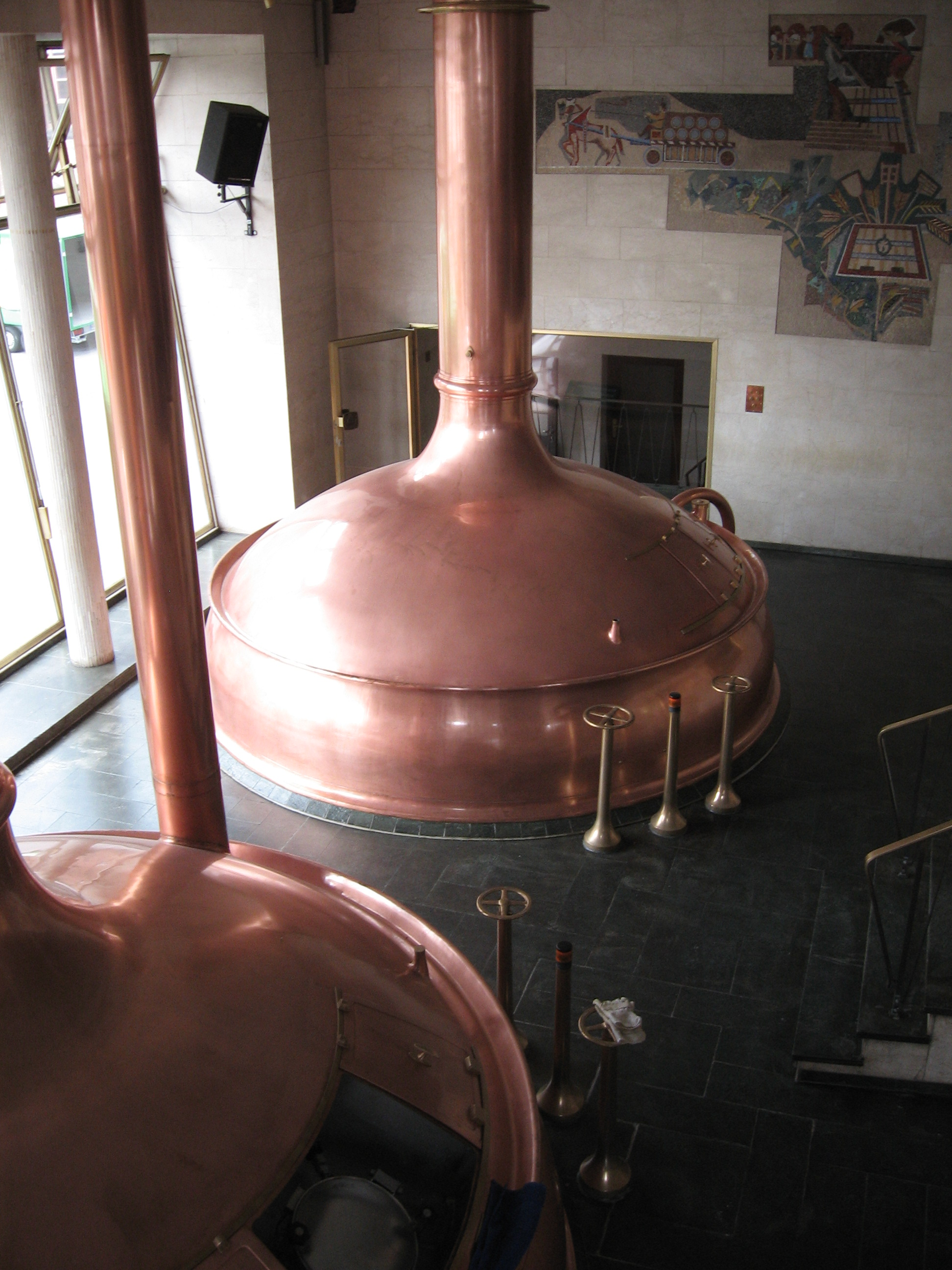
Die Würzepfanne

Die Privatbrauerei Hoepfner GmbH ist mit über 80 Mitarbeitern und einem jährlichen Absatz von ca. 130.000 Hektolitern eine der beiden großen Brauereien in Karlsruhe.

## Geschichte
1798 gründete Karl Friedrich Gottlieb Hoepfner das Unternehmen in Liedolsheim, 1849 zog die Firma in die Kaiserstraße in Karlsruhe. Das Bier wurde mit Hilfe von Natureisblöcken, die im Winter aus nahen Seen geschlagen wurden, oder auch durch Gletschereis aus den Alpen in Felsenkellern am Durlacher Turmberg kühl gehalten. Aufgrund der steigenden Nachfrage reichte die Kapazität in der Kaiserstraße bald nicht mehr aus. Zwischen 1896 und 1898 wurde nach der Konzeption von Kommerzienrat Friedrich Hoepfner und Plänen von Johann Hantschel die „Hoepfner-Burg“ in der Haid-und-Neu-Straße in der Karlsruher Oststadt gebaut. Nach 1945 musste der Betrieb völlig neu aufgebaut werden. 1951 übernahm Albrecht Hoepfner den Betrieb von seinem Vater und führte ihn wieder in die schwarzen Zahlen. Seit 1992 führte Albrecht Hoepfners Sohn Friedrich Georg Hoepfner das Unternehmen und hat sich durch verschiedene Innovationen einen Namen gemacht.
2005 wurde die Brauerei an die Brau Holding International verkauft, Friedrich Georg Hoepfner blieb anfangs Geschäftsführer. Am 7. Oktober 2007 schied Hoepfner aus der Unternehmensleitung der Brau Holding International, der Privatbrauerei Hoepfner und der Fürstlich Fürstenbergischen Brauerei aus. Im März 2018 wurde die Flaschenabfüllung der Hoepfner-Biere zur Schwestergesellschaft Schmucker verlagert.

## Biersorten (Auswahl)
- Goldköpfle
- Kräusen
- Schwarzer Picher
- Hoepfner Pils
- Hoepfner Grape
- Rosé Bock
- Maibock
- Hoepfner Export
- Jubelbier
- Natur Radler
- Helles
- Hefe-Weizen
- Edel-Weizen
- Keller-Weizen
- Porter